# 恋する季節 (西城秀樹の曲)
「恋する季節」（こいするきせつ）は、西城秀樹のデビュー・シングル。1972年3月25日にRCAから発売された。

## 解説
- 「ワイルドな17歳」のキャッチフレーズを引っさげた、デビュー第1弾の作品である[3]。
- 作詞は麻生たかし、作曲は筒美京平が担当した[4]。作詞の麻生たかしは、のちに「おまえとふたり」（五木ひろし）などの作詞で知られる、日本作詩家協会副会長のたかたかしである[5]。
- オリコンでは最高位42位にランクイン、100位内には16週登場し、5.8万枚のセールスとなった[2]。

## エピソード
- 作詞の麻生たかしこと、たかたかしによれば、自身が放送作家として身を立てていた1971年当時、日本ビクターのRCAレコード部門（現：ソニー・ミュージックレーベルズ アリオラジャパンレーベル）のディレクターから「広島の沢田研二と呼ばれてる子をウチからデビューさせるから、詞を書いてよ」と言われ、デビュー前に対面した西城の印象から「格好いい、オーラがある」と感じて作詞したのが本曲であったという[5]。たかたかしは西城に1970年代当時のアメリカ合衆国のミュージカル・スターを重ね合わせていたことを語り、たかはこの曲以後、自身が西城の楽曲の作詞を手がけることによって、放送作家から作詞家に専念する原点ともなった曲であったことを語っている[5]。
- この曲は最初はアイ高野（元ザ・カーナビーツ）の元に送られていたが、当人が拒否したために改めて西城に送られたものだった。西城はその事実をアイ高野から直接伝えられたことがある[6]。

## 収録曲
（全作詞：麻生たかし／編曲：高田弘）
1. 恋する季節
作曲：筒美京平
2. 愛がほしいのに
作曲：羽根田武邦

## 「恋する季節」のカバー
- 郷ひろみ - 『ひろみの旅』収録、1975年

## 収録アルバム
- 『ワイルドな17才』